# 醇亲王墓
40°04′53″N 116°04′42″E / 40.08136°N 116.07829°E
醇亲王墓，俗称七王坟，位于中华人民共和国北京市海淀区苏家坨地区的妙高山东麓，是清代醇亲王奕譞及其福晉叶赫那拉氏的园寝。该园寝始建于同治七年（1868年），共修建阴宅和阳宅两部分。同治十三年（1874年）基本建成。光绪十六年十一月（1891年）奕譞病逝后，于光绪十八年（1892年）葬入。光绪二十五年（1899年）园寝正式完工。此后园寝建筑有所破坏，中华人民共和国成立后阳宅部分为机关所用。2019年10月，醇亲王墓被列为全国重点文物保护单位。

## 历史
奕譞是清宣宗的第七子，清德宗生父:84。清文宗即位后获封为醇郡王。清同治七年（1868年），获得慈禧太后准许，奕譞开始筹建墓葬，并最终选中了妙高山东麓的一块区域。墓地所在地在金代为金章宗西山八大水院之一的香水院:329，明代曾于此修建法云寺。同治九年（1870年），奕譞在选定的墓址旁兴建了多处临时住所。同治十一年（1872年）奕譞正式获封醇亲王。同治十三年（1874年）墓葬主体基本建成:329，此后不久位于墓葬北侧的阳宅，即退潜别墅也修建完成，阳宅自此成为奕譞的避暑之地。光绪十六年十一月丁亥（1891年1月1日）病逝，光绪十八年（1892年）葬入墓中。此后其余福晋陆续葬入墓园中，此外另建造了营房、月台等附属建筑，光绪二十五年（1899年）全部完工。1900年，义和团曾在醇亲王墓设坛，之后八国联军焚毁了该园寝的多处建筑:137。
1921年，载沣嫡福晉瓜爾佳氏的棺木暂厝于醇亲王墓阳宅内的一所院落内，等待载沣坟茔修好时再安葬:265。1933年，阴宅享殿被毁。抗日战争爆发后，醇亲王墓遭到盗掘。中华人民共和国成立后，退潜别墅和墓葬的部分石料被挪作他用，而退潜别墅整体被商务部机关服务局用作机关驻地。文化大革命期间，醇亲王墓阳宅被作为五七干校驻地:84。1984年，醇亲王墓被公布为北京市文物保护单位:329。1990年2月23日，北京市人民政府公布了醇亲王墓的保护范围，包括阴宅、阳宅在内的所有建筑和附近花椒湖的山石与石刻全部算入保护内容，阴宅南墙外的娃娃坟坟墙部分则算入Ⅰ类建设控制地带:221-224。1999年，碑亭得以重修。2004年，醇亲王墓阴宅部分开始修缮:84，2005年4月12日完工:313。维修后的醇亲王墓成为西山的一处重要景点:138。2019年10月，醇亲王墓被列为全国重点文物保护单位。

## 结构
醇亲王墓位于妙高山东麓，依山而建，自东向西随山势逐渐升高，东西长200米，南北宽40米，共可分为阴宅和阳宅两部分:329。此外在别墅东北侧修建有马圈，西北侧修建有暂安处。阴宅西南侧山泉的发源地留存有大量奕譞所作的石刻，如“一卷永镇”、“插云”等。

### 阴宅
墓地最前方为神道，长50米，宽约8.5米，建有123级石阶，石阶西侧建有一座方形碑亭，黄琉璃瓦歇山顶，四面开门。碑亭内为神道碑，碑上文字用满汉双语书写。碑亭后开有一条月牙河，月牙河上建有一座单孔神桥。神桥后建有祾恩门和南北朝房，祾恩门后原为享殿，现已毁。享殿后有4座宝顶，正中为奕譞和嫡福晋叶赫那拉氏的合葬墓。该宝顶东北侧5米处另有1座小宝顶，墓主人为奕譞的侧福晋颜扎氏；东南侧5米处有2座宝顶，分别为亦譞的侧福晋刘佳氏和李佳氏。宝顶前立有一块“懿旨追封”碑和一块“古树枯朽记”碑。四座宝顶西侧有多处醇亲王手书石刻。墓地四周建有围墙，南墙外另有一座院落，院内有几座奕譞早夭的子女的坟墓，俗称娃娃坟。墓地北侧开有一扇小门通向阳宅。除上述建筑之外，墓园内种植有大量树木，包括白果树和白皮松。:542:82-83:84:137

### 阳宅
阳宅即为退潜别墅，位于阴宅北侧，是一座五进四合院。最东侧的大门门额上挂有“隔尘入胜”匾额。第一进院落有一排共15间东房，是为看守的住处和车马库。该进院落北侧另开有一扇小门。西侧的第二进院落左右各有两棵松树。西侧有五间正房，名为纳云堂。南侧和北侧各有三间厢房，分别名为待月轩和抚松室。北厢房西侧开有一门，通向北侧的一座跨院，院内正中为小花园，四面墙下均有假山，假山上建有一座小型六角亭，东南方向假山上题有“拨云蹬”字样。院内假山还有一个山洞，洞口刻有“藏真”二字，洞门外有瀑布。花园内有一块“醇亲王墓选址”碑。第二进院落正房两侧各有一扇小门通向第三进院落。第三进院落为奕譞的寝院，正中间为花圃，正房北侧建有一座流杯亭，亭已毁，仅存亭座。亭北建有一座跨院，跨院内为王府的女眷住处，建有一座二层坐北朝南的楼。寝院西侧还有一进院落，两个院落之间隔着一座名为“濠梁桥”的石桥。第四进院落分有里外院，外院南北各有一排3间房屋；内院西侧有5间正房，两侧各有一间耳房，南北两侧则各有3间配房。第五进院落为纳凉赏月的地方，仅有2间房，空地上安置有藤萝架和石桌与石凳。:542:82-83:84